# Eupithecia tendicularis
Eupithecia tendicularis là một loài bướm đêm trong họ Geometridae.